# Michel Rouche
Michel Rouche (ur. 30 maja 1934) – francuski historyk, mediewista. 
Wykładał na Université Charles-de-Gaulle Lille 3 i Université Paris Sorbonne. 

## Wybrane publikacje
- Attila, La violence nomade, 2009, Fayard
- Les origines du christianisme: 30-451, Paris : Hachette supérieur, 2007, 208 p.
- Petite histoire du couple et de la sexualité. Société Sciences Humaines, entretien avec Benoît De Sagazan, CLD Editeur, réédition 2006.
- Auctoritas, mélanges offerts à Olivier Guillot. Cultures et Civilisations médiévales, avec Gilles Constable, Presses de l'Université Paris-Sorbonne, 2006.
- Histoire du Moyen Âge VIIème - Milieu du Xème siècle. Éditions Complexe, 2005.
- Les racines de l'Europe. Les sociétés du Haut Moyen Âge, 588 à 888. Éditions Fayard, 2003.
- Histoire de la papauté. 2000 ans de missions et de tribulations. Éditions du Seuil, collection Points/Histoire, avec Yves-Marie Hilaire, Michel Perrin et Francis Rapp, 2003.
- Le Moyen Âge en Occident. Des barbares à la Renaissance, avec Michel Balard et Jean-Philippe Genet. Hachette Éducation, collection Histoire Université, réédition 2003.
- Le choc des cultures. Romanité, germanité, chrétienté durant le haut Moyen Âge. Collection Histoire Et Civilisations, Presses Universitaires du Septentrion, 2003.
- Charlemagne. Rome chez les Francs, avec Eric Vanneufville, France-Empire, 2000.
- Mariage et sexualité au Moyen Âge. Accord ou crise ?. Colloque international de Conques. Collection Cultures Et Civilisations médiévales, Presses Université Paris-Sorbonne, 2000.
- Clovis histoire et mémoire. Actes du colloque international d'histoire de Reims. Presses de l'Université de Paris-Sorbonne, 1998.
- Clovis, Paris, 1996.
- Histoire générale de l’enseignement et de l’éducation en France. Tome 1 : Des origines à la renaissance (Ve siècle - XVe siècle). Nouvelle Librairie de France, 1981.
- L'Aquitaine des Wisigoths aux Arabes 418-781 : naissance d'une région. Paris, EHESS-Jean Touzot, 1979.
- L'Europe au Moyen Âge, Documents expliqués, avec Charles-M. de La Roncière et Robert Delort. Paris, Armand Colin, nombreuses rééditions depuis 1969.

## Publikacje w języku polskim
- Attyla i Hunowie: ekspansja barbarzyńskich nomadów IV-V wiek, tł. Jakub Jedliński, Warszawa: Wydawnictwo Naukowe PWN 2011.
- Chlodwig, król Franków, przeł. Katarzyna Jamroz, Poznań: Wydawnictwo Poznańskie 2015.